# Greenwood (Karolina Południowa)
Greenwood – miasto w Stanach Zjednoczonych, w stanie Karolina Południowa, w hrabstwie Greenwood. Według spisu w 2020 roku liczy 22,5 tys. mieszkańców. 
Według danych z 2020 roku, 48% populacji to ludność czarna (w tym Afroamerykanie), 38,9% to białe społeczności nielatynoskie i 10,6% stanowili Latynosi (w zdecydowanej większości Meksykanie). 